# Boucle de routage
Dans le domaine des réseaux et en particulier des réseaux informatiques, une boucle de routage est le problème qui survient lorsque le chemin emprunté par un paquet comporte un cycle. Ce problème est causé par une erreur dans le fonctionnement de l'algorithme de routage.

## Apparition des boucles de routage

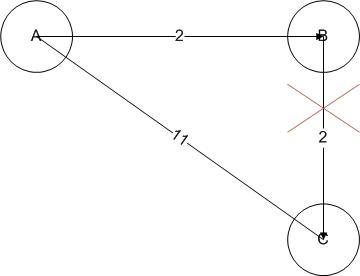
Réseau métrique à 3 nœuds avec un lien rompu

Par exemple, dans cette illustration, le nœud A transmet des données au nœud C via le nœud B parce que le coût total est inférieur à la liaison AC. 
Si la liaison entre les nœuds B et C est interrompue:
1. Le nœud B est informé de la rupture du lien et tente d'atteindre le nœud C via le nœud A, renvoyant ainsi les données d'origine au nœud A.
2. mais B n'informe pas le nœud A de la rupture, le nœud A transmet alors les données au nœud B en supposant que la liaison ABC est opérationnelle.

La table de routage du nœud A n'étant pas à jour, une boucle est créée entre les nœuds A et B.

## Persistance des boucles de routage
Si les liens qui relient le nœud C aux nœuds A et B disparaissent en même temps (par exemple dans le cas d'une panne du nœud C) et les tables de routages ne sont pas mises à jour. A pense que C est toujours accessible via B, et B pense que C est accessible via A. Avec un protocole de routage comme EGP (protocole obsolète remplacé par BGP), la boucle de routage persistera indéfiniment.
Dans un protocole à vecteur de distances naïf, tel que RIP, la boucle persistera jusqu'à ce que les métriques pour C atteignent l'infini et que le paquet soit supprimé (le nombre maximal de routeurs qu'un paquet peut traverser dans RIP est de 15. La valeur 16 est considérée comme l'infini).

## Traitement et prévention
Dans un protocole de routage à état de liens comme OSPF ou IS-IS, une boucle de routage disparaît dès que la nouvelle topologie du réseau est diffusée vers tous les routeurs de la zone de routage. En supposant un réseau suffisamment fiable, cela se produit en quelques secondes. 
Les protocoles de routage à vecteur de distance plus récents comme EIGRP, DSDV (en) et Babel disposent d'une prévention de boucle intégrée : ils utilisent des algorithmes qui garantissent que les boucles de routage ne peuvent jamais se produire, même de manière transitoire. Les protocoles de routage plus anciens comme RIP et IGRP implémentent uniquement des techniques d'évitement des boucles telles que split horizon (en), l'empoisonnement de routes et les minuteurs de maintien des routes.